# Nā Mokulua
Nā Mokulua (englisch Mokulua Islands oder auch The Twin Islands) sind zwei kleine, unbewohnte Inseln im Archipel von Hawaiʻi und gehören zum Honolulu County. Sie liegen nur etwa einen Kilometer vor der Ostküste Oʻahus unweit vom Strand von Kailua. Die geografischen Koordinaten sind genähert 21,4° Nord und 157,7° West. Nā Mokulua ist eine sogenannte Doppelinsel.
Nā Mokulua besteht aus der etwas größeren Insel Moku Nui sowie der kleineren Insel Moku Iki, welche etwa 60 m voneinander entfernt liegen. Moku Nui erreicht eine Höhe von 65 Metern, Moku Iki eine Höhe von 46 Metern über dem Meeresspiegel. Beide Inseln haben Durchmesser von wenigen hundert Metern und eine Fläche von insgesamt nur 9 ha (0,09 km²). Wie viele weitere kleine Inseln Hawaiʻis – beispielsweise Mānana oder Moku Manu – sind auch die Mokulua Islands ein Hawaiʻi State Seabird Sanctuary (Vogelschutzgebiet) und dürfen nur unter bestimmten Bedingungen betreten werden.